# Richard Lepsius (Chemiker)

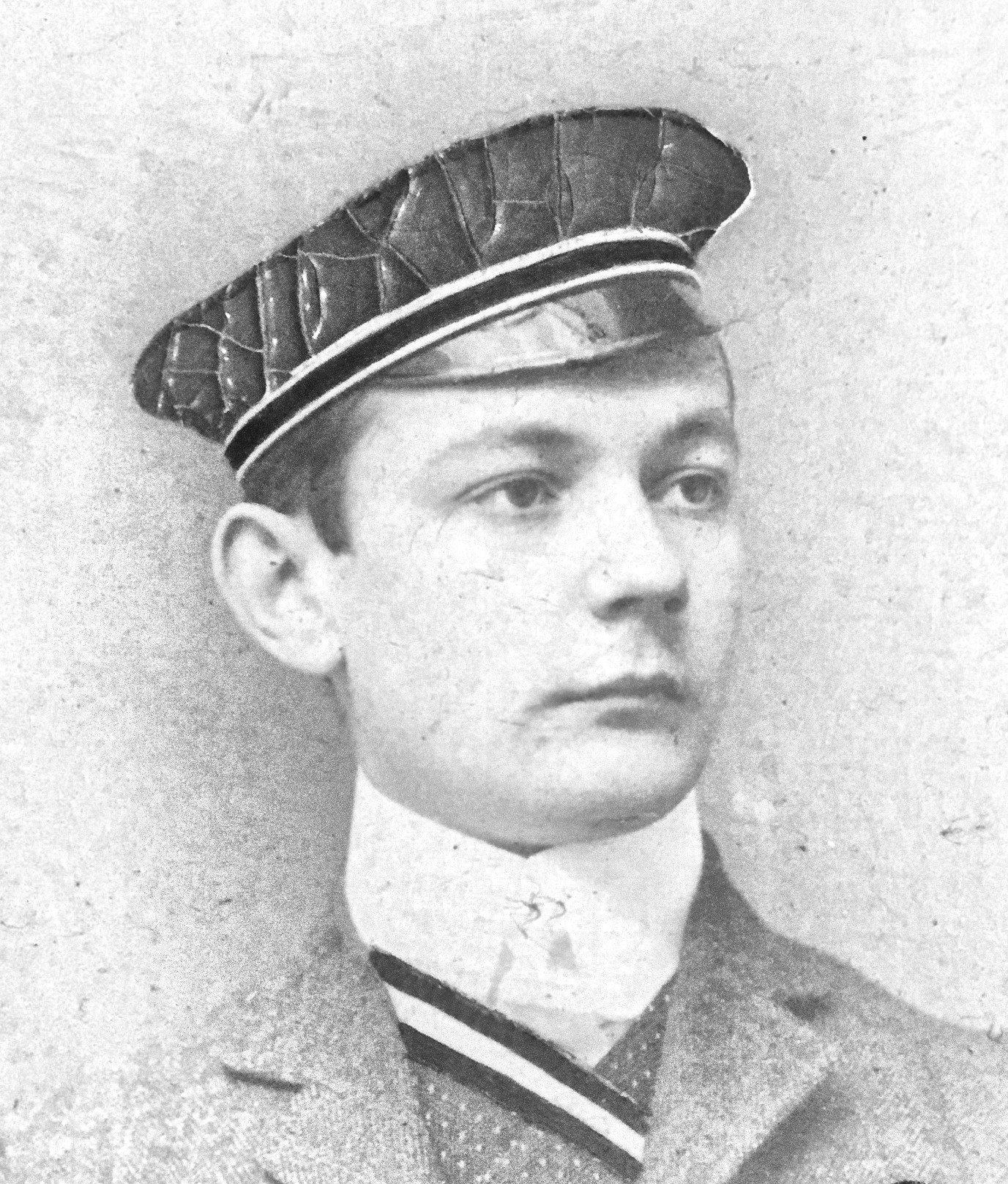
Richard Lepsius (1906)

Richard Lepsius (* 1. Juni 1885 in Frankfurt am Main; † 16. August 1969 in Baden-Baden) war ein deutscher Chemiker und Reichsrichter.

## Leben
Lepsius stammte aus einer Gelehrtenfamilie. Sein Großvater war der Ägyptologe Karl Richard Lepsius. Er begann an der Georg-August-Universität Göttingen Chemie zu studieren und wurde im Corps Bremensia aktiv. Nach der Reception ausgeschieden, wechselte er an die Ludwig-Maximilians-Universität München und an die Philipps-Universität Marburg (1905). Nach drei Convenienzpartien als Beleger wurde er am 20. Januar 1906 im Corps Hasso-Nassovia recipiert. Die letzten Semester studierte er an der Friedrich-Wilhelms-Universität zu Berlin, die ihn 1911 zum Dr. phil. promovierte. Nach dem Ersten Weltkrieg wurde er Corpsschleifenträger der Marchia Berlin. Die Dynamit Nobel ernannte ihn 1924 zum Generalvertreter für Deutschland. Er war Lehrbeauftragter der Technischen Hochschule Braunschweig. Von der Universität Sofia wurde ihm den Dr. phil. nat. h. c. verliehen. In Marchias Altherrenverein, im Gesamtverband des Berliner AHSC, im Verband Alter Corpsstudenten und (als Ruderwart) in der Wassersportlichen Vereinigung Alter Corpsstudenten engagiert, erhielt Lepsius 1926 das Märkerband. Er wurde als Reichswirtschaftsrichter am Reichswirtschaftsgericht berufen. 1959 nahm er seinen letzten Wohnsitz in Baden-Baden. Dort saß er in den Vorständen der Philosophisch-Literarischen Gesellschaft, der Gesellschaft der Freunde junger Kunst und der Deutsch-Französischen Gesellschaft. Mit 84 Jahren erlag er einem Schlaganfall.

## Werke
- mit Georg Kränzlein: Kunststoff-Wegweiser durch die Kunststoff-Ausstellung 1937, Achema VIII, Frankfurt a. M. 1937.
- Die Anwendung von Kunststoffen in der Technik als Ergebnis makromolekularer Strukturforschung. J. F. Lehmanns Verlag, München Berlin 1943.